# エドウィン・ディアス
エドウィン・オーランド・ディアス・ラボイ（Edwin Orlando Díaz Laboy, 1994年3月22日 - ）は、プエルトリコのナグアボ出身のプロ野球選手（投手）。右投右打。MLBのニューヨーク・メッツ所属。愛称はシュガー。
同じくプロ野球選手のアレクシス・ディアスは実弟である。

## 経歴

### プロ入りとマリナーズ時代
2012年のMLBドラフト3巡目（全体98位）でシアトル・マリナーズから指名され、プロ入り。

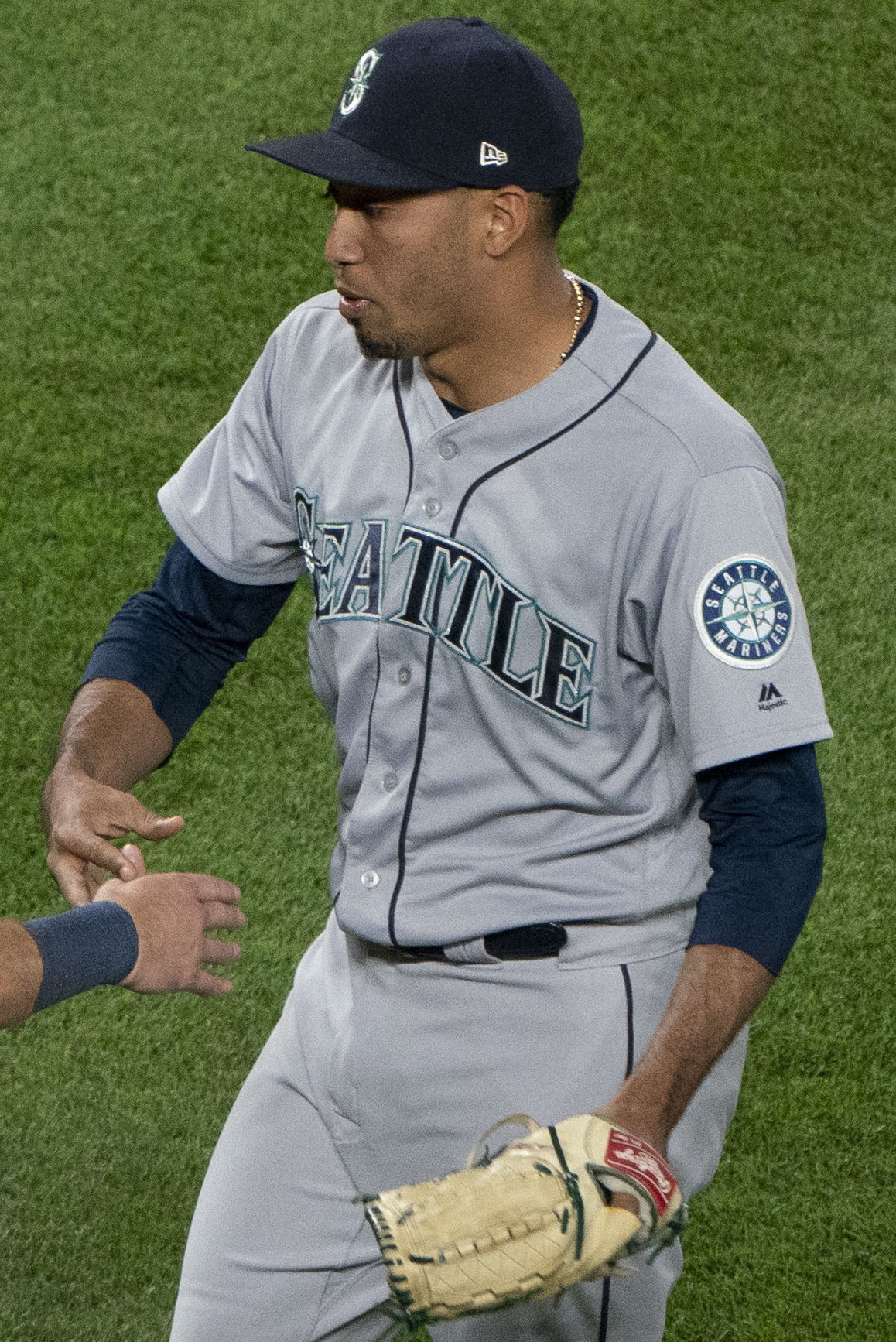
シアトル・マリナーズ時代
（2018年6月25日）

2014年は、A級クリントン・ランバーキングスで24試合116.1イニングを投げて、防御率3.33、6勝8敗、WHIP1.19の成績を記録した。
2015年は、A+級ベーカーズフィールド・ブレイズで7試合37.0イニングで防御率1.70、奪三振42、WHIP0.81、AA級では20試合104.1回で防御率4.57、奪三振103、WHIP1.33の成績を記録。
2016年6月4日にメジャー初昇格を果たした。6月7日、クリーブランド・インディアンス戦でリリーフ登板しメジャーデビューを果たした。8月2日、ボストン・レッドソックス戦でスティーブ・シシェックに代わり抑えを務め、初セーブを記録した。以後も継続的に抑えで起用され、最終的には49試合に登板して防御率2.79、4敗18セーブを記録した。新人王投票では5位タイだった（受賞者はマイケル・フルマー）。
2017年はシーズン開幕前の2月8日に第4回WBCのプエルトリコ代表に選出された。3月22日の決勝アメリカ合衆国戦に敗戦し、2大会連続で準優勝となった。同年は開幕からクローザーを務め、66試合に登板して4勝6敗34セーブ、防御率3.27という成績だった。
2018年は抑えとして防御率1.96、リーグ最多（ボビー・シグペンに並ぶ歴代2位タイ）の57セーブを記録し、最多セーブ投手のタイトルを獲得した。サイ・ヤング賞投票では8位だった（受賞者はブレイク・スネル）。また、自身初となるア・リーグの最優秀救援投手賞（マリアノ・リベラAL最優秀救援投手賞）を受賞した。

### メッツ時代
2018年12月1日に2対5の大型トレードが成立し、ヘルソン・バウティスタ、ジェイ・ブルース、ジャレッド・ケルニック、アンソニー・スウォーザック、ジャスティン・ダンとのトレードで、ロビンソン・カノと共にニューヨーク・メッツへ移籍した。
2019年はワシントン・ナショナルズとの開幕戦でメッツ移籍後初セーブを記録した。シーズン前半は9イニングあたりの被安打数が前年の2倍以上となり、Adjusted ERA+も前年の210から74にまで低下した。デッドスピンに寄稿したデビッド・ロス氏は2019年のメジャーリーグベースボールの不調選手の中でディアスの不調は「間違いなく最も劇的で最も驚くべきもの」と評した。9月26日の試合で9回にシーズン15本目となる被本塁打を献上し、MLB史上で1人の投手が1シーズンに与えた9回の被本塁打の最多記録を更新した。58.0イニングを投げ26セーブを記録したが、防御率は5.59だった。
2020年はCOVID-19の影響で60試合の短縮シーズンとなる中、10回のセーブ機会で6セーブを記録し、25.2回で50奪三振、14四球、防御率1.75だった。
2021年は、63試合に登板して防御率3.45、5勝6敗32セーブなどを記録した。
2022年4月8日のナショナルズ戦後に祖母が亡くなってプエルトリコへ帰郷するため、4月9日に忌引リストに登録された。9月1日のロサンゼルス・ドジャース戦で自身最速の102.8mph（約165.4km/h）を記録した。また、トランペットを使用した登場曲の「Narco」が話題となり、シーズン終盤には演奏者のティミー・トランペットが球場に駆け付け、生演奏で入場する試合もあった。この年は61試合に登板して防御率1.31、3勝1敗32セーブ4ホールド、118奪三振などを記録し、チームのプレーオフ進出に貢献した。ナショナルリーグワイルドカードシリーズで自身初のポストシーズンへの出場を果たしたが、2試合を無失点に抑えたもののチームは敗退した。
オフの11月6日にFAとなった。11月9日にメッツと5年総額1億200万ドルで再契約した。6年目の2028年は2000万ドルのチームオプションとなる。救援投手としてはアロルディス・チャップマンの8500万ドルを超えて史上最高額となった。11月16日に全米野球記者協会（BBWAA）から2位票が1、5位票が2の計6ポイントでサイ・ヤング賞9位となった。12月5日にはファーストチームの中継ぎ投手の1人として自身初となるオールMLBチームに選出された。12月6日にナ・リーグの最優秀救援投手賞（トレバー・ホフマンNL最優秀救援投手賞）を受賞した。2018年以来2度目の受賞で、ナ・リーグ移籍後では初受賞であり、両リーグでの受賞はクレイグ・キンブレル以来2人目だった。
2023年はシーズン開幕前、3月開催の第5回WBCのプエルトリコ代表に選出。1次ラウンドで2試合に登板。13日のイスラエル戦では7回に3番手で登板し、コールド8回参考記録の完全試合リレーを達成した。準々決勝進出をかけた15日のドミニカ共和国戦では抑えを務め、3点リードの9回から登板して3者連続三振を奪い、セーブを記録した。直後、マウンドを中心に準々決勝進出の歓喜の輪ができたが、その最中に右脚を負傷するアクシデントが発生。ディアスは座り込んでその場から動けず、弟のアレクシスが涙する中、車椅子で運ばれた。翌日、メッツGMのビリー・エップラーは、右膝の膝蓋腱の全断裂が判明し、手術を受けたことを発表。全治8カ月の故障であるとされた。今シーズンは全休する見込みであることが各メディアで報じられた。同年4月8日の本拠地シティ・フィールド開幕戦となる対マーリンズ戦では、松葉杖姿ながらファンの前に元気な姿で登場した。
2024年3月11日、マーリンズとのオープン戦で約1年ぶりに実戦復帰した。

## 選手としての特徴
スリークォーターから、最速102.8mph（約165.4km/h）・平均97mph（約156km/h）の速球と、平均87mph（約140km/h）の縦のスライダーを使用する。スライダーの空振り率は34%と高く、奪三振を量産する。

## 詳細情報

### 年度別投手成績
| 年 度    | 球 団    | 登 板 | 先 発 | 完 投 | 完 封 | 無 四 球 | 勝 利 | 敗 戦 | セ 丨 ブ | ホ 丨 ル ド | 勝 率 | 打 者 | 投 球 回 | 被 安 打 | 被 本 塁 打 | 与 四 球 | 敬 遠 | 与 死 球 | 奪 三 振 | 暴 投 | ボ 丨 ク | 失 点 | 自 責 点 | 防 御 率 | W H I P |
| -------- | -------- | ----- | ----- | ----- | ----- | -------- | ----- | ----- | -------- | ----------- | ----- | ----- | -------- | -------- | ----------- | -------- | ----- | -------- | -------- | ----- | -------- | ----- | -------- | -------- | ------- |
| 2016     | SEA      | 49    | 0     | 0     | 0     | 0        | 0     | 4     | 18       | 13          | .000  | 217   | 51.2     | 45       | 5           | 15       | 2     | 3        | 88       | 6     | 1        | 16    | 16       | 2.79     | 1.16    |
| 2017     | SEA      | 66    | 0     | 0     | 0     | 0        | 4     | 6     | 34       | 2           | .400  | 278   | 66.0     | 44       | 10          | 32       | 2     | 3        | 89       | 3     | 1        | 28    | 24       | 3.27     | 1.15    |
| 2018     | SEA      | 73    | 0     | 0     | 0     | 0        | 0     | 4     | 57       | 0           | .000  | 280   | 73.1     | 41       | 5           | 17       | 0     | 6        | 124      | 3     | 1        | 17    | 16       | 1.96     | 0.79    |
| 2019     | NYM      | 66    | 0     | 0     | 0     | 0        | 2     | 7     | 26       | 1           | .222  | 254   | 58.0     | 58       | 15          | 22       | 3     | 4        | 99       | 3     | 0        | 36    | 36       | 5.59     | 1.38    |
| 2020     | NYM      | 26    | 0     | 0     | 0     | 0        | 2     | 1     | 6        | 1           | .667  | 110   | 25.2     | 18       | 2           | 14       | 0     | 2        | 50       | 1     | 0        | 6     | 5        | 1.75     | 1.25    |
| 2021     | NYM      | 63    | 0     | 0     | 0     | 0        | 5     | 6     | 32       | 0           | .455  | 257   | 62.2     | 43       | 3           | 23       | 1     | 9        | 89       | 5     | 1        | 27    | 24       | 3.45     | 1.05    |
| 2022     | NYM      | 61    | 0     | 0     | 0     | 0        | 3     | 1     | 32       | 4           | .750  | 235   | 62.0     | 34       | 3           | 18       | 1     | 2        | 118      | 2     | 0        | 9     | 9        | 1.31     | 0.84    |
| 2024     | NYM      | 54    | 0     | 0     | 0     | 0        | 6     | 4     | 20       | 2           | .600  | 216   | 53.2     | 36       | 7           | 20       | 0     | 3        | 84       | 3     | 0        | 23    | 21       | 3.52     | 1.04    |
| MLB：8年 | MLB：8年 | 458   | 0     | 0     | 0     | 0        | 22    | 33    | 225      | 23          | .400  | 1847  | 453.0    | 319      | 50          | 161      | 9     | 32       | 741      | 26    | 4        | 162   | 151      | 3.00     | 1.06    |

- 2024年度シーズン終了時
- 各年度の太字はリーグ最高

### WBCでの投手成績
| 年 度 | 代 表        | 登 板 | 先 発 | 勝 利 | 敗 戦 | セ ｜ ブ | 打 者 | 投 球 回 | 被 安 打 | 被 本 塁 打 | 与 四 球 | 敬 遠 | 与 死 球 | 奪 三 振 | 暴 投 | ボ ｜ ク | 失 点 | 自 責 点 | 防 御 率 |
| ----- | ------------ | ----- | ----- | ----- | ----- | -------- | ----- | -------- | -------- | ----------- | -------- | ----- | -------- | -------- | ----- | -------- | ----- | -------- | -------- |
| 2017  | プエルトリコ | 4     | 0     | 1     | 0     | 2        | 20    | 5.1      | 2        | 0           | 4        | 1     | 1        | 9        | 1     | 0        | 2     | 2        | 3.38     |
| 2023  | プエルトリコ | 2     | 0     | 0     | 0     | 1        | 6     | 2.0      | 0        | 0           | 0        | 0     | 0        | 4        | 0     | 0        | 0     | 0        | 0.00     |

- 太字は大会最高

### 年度別守備成績
| 年 度 | 球 団 | 投手（P） | 投手（P） | 投手（P） | 投手（P） | 投手（P） | 投手（P） |
| 年 度 | 球 団 | 試 合     | 刺 殺     | 補 殺     | 失 策     | 併 殺     | 守 備 率  |
| ----- | ----- | --------- | --------- | --------- | --------- | --------- | --------- |
| 2016  | SEA   | 49        | 2         | 1         | 0         | 0         | 1.000     |
| 2017  | SEA   | 66        | 2         | 4         | 1         | 0         | .857      |
| 2018  | SEA   | 73        | 1         | 6         | 0         | 0         | 1.000     |
| 2019  | NYM   | 66        | 2         | 3         | 0         | 0         | 1.000     |
| 2020  | NYM   | 26        | 0         | 0         | 1         | 0         | .000      |
| 2021  | NYM   | 63        | 4         | 5         | 0         | 0         | 1.000     |
| 2022  | NYM   | 61        | 4         | 1         | 1         | 0         | .921      |
| 2024  | NYM   | 54        | 1         | 3         | 1         | 0         | .800      |
| MLB   | MLB   | 458       | 16        | 23        | 4         | 0         | .907      |

- 2024年度シーズン終了時

### タイトル
- 最多セーブ投手：1回（2018年）

### 表彰
- 最優秀救援投手賞[34]
  - マリアノ・リベラAL最優秀救援投手賞：1回（2018年）
  - トレバー・ホフマンNL最優秀救援投手賞：1回（2022年）
- リリーバー・オブ・ザ・マンス：9回（2017年7月、2018年4月・6月 - 8月、2022年6月 - 8月、2025年5月）
- オールMLBチーム[35]
  - ファーストチーム中継ぎ投手：1回（2022年）

### 記録
MiLB
- オールスター・フューチャーズゲーム選出：1回（2015年）

MLB
- MLBオールスターゲーム選出：3回（2018年、2022年、2025年）
- シーズン57セーブ（2018年、歴代2位タイ）※フランシスコ・ロドリゲスの62に次いで、ボビー・シグペンに並ぶ

### 背番号
- 39（2016年 - 2022年、2024年 - ）

### 登場曲
- ナルコ（英語版） - ブラスタージャックス（英語版）＆ティミー・トランペット（英語版）

### 代表歴
- 2017 ワールド・ベースボール・クラシック・プエルトリコ代表
- 2023 ワールド・ベースボール・クラシック・プエルトリコ代表